# Octopus fangsiao
Octopus fangsiao är en bläckfiskart som beskrevs av D'Orbigny 1839-1841 in Férussac. Octopus fangsiao ingår i släktet Octopus och familjen Octopodidae.

## Underarter
Arten delas in i följande underarter:
- O. f. etchuanus
- O. f. fangsiao